# 大阪府道151号相川停車場線
大阪府道151号相川停車場線（おおさかふどう151ごう あいかわていしゃじょうせん）は、大阪府大阪市東淀川区から吹田市に至る一般府道である。

## 概要
大阪市東淀川区相川1丁目から吹田市内本町1丁目に至る。

### 路線データ
- 起点：大阪府大阪市東淀川区相川1丁目（阪急京都本線 相川駅）
- 終点：大阪府吹田市内本町1丁目（吹田内本町交差点、国道479号交点）

## 路線状況
阪急京都本線 相川駅を出て、まず安威川にかかる新京阪橋を渡る。このあたりの道幅は片側1車線。高濱神社前の交差点を右折し、道は北へ向かう。このあたりの道幅は片側2車線ある。高濱神社前の交差点の次の信号を過ぎ、すぐの三差路を左に入る。この道は幅が狭いため、歩行者・自転車専用道路となっている。
細い道を200 mほど北上し、信号のある交差点が大阪府道14号大阪高槻京都線である。さらに交差点を越え北上するとJRのガードが見える交差点がある。相川停車場線としての単独区間はここまで。ここから吹田停車場と重複し、一般国道479号に西進し吹田内本町交差点が終点となる。
2011年（平成23年）4月に一部区間（吹田内本町 - 高濱神社前の区間）が道路法17条2項により吹田市に移管された。
2025年（令和07年）4月に吹田市内の全線が道路法17条2項により吹田市に移管された。

### 道路施設

#### 橋梁
- 新京阪橋（安威川、大阪市東淀川区 - 吹田市）

## 地理

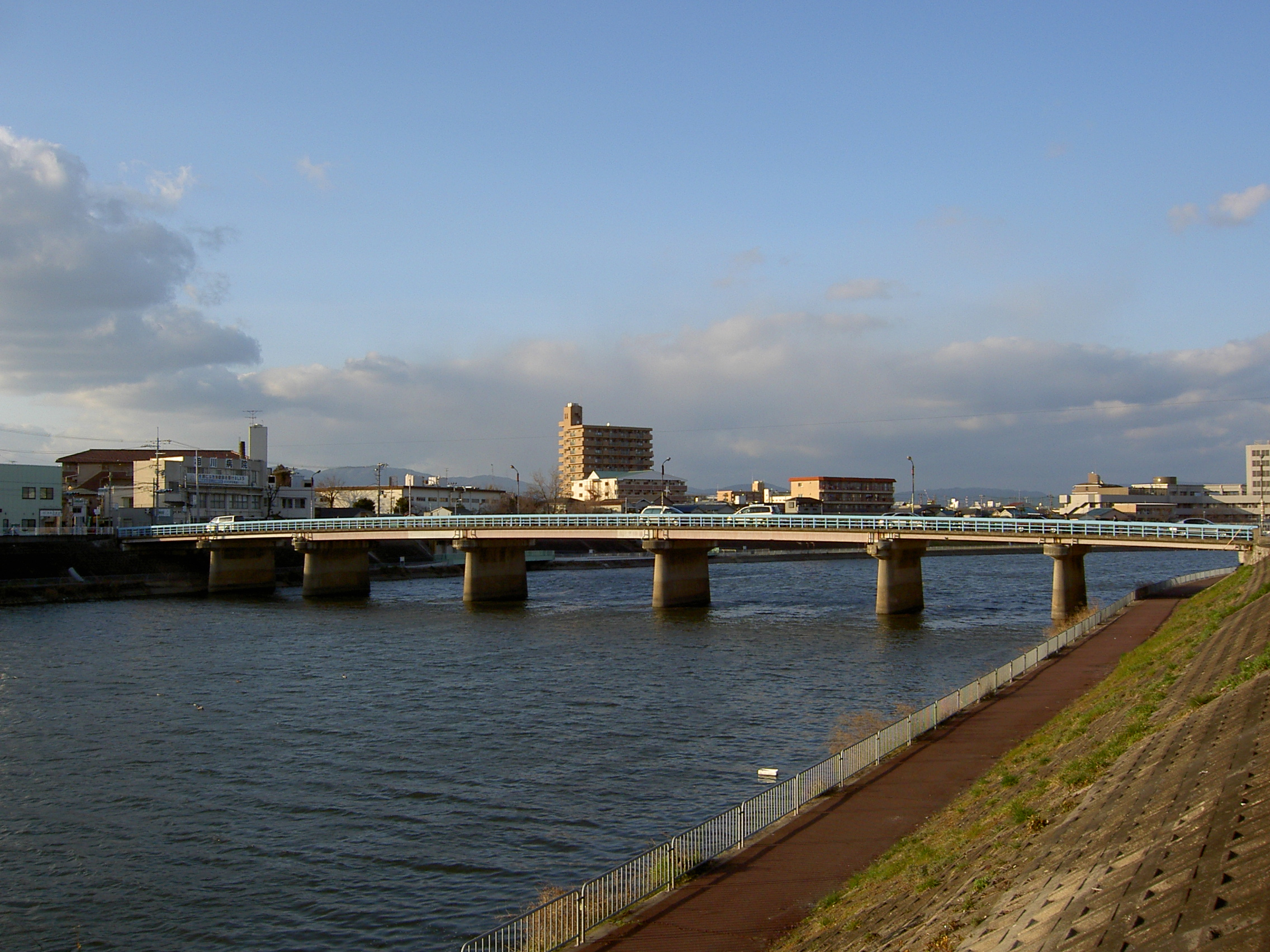
新京阪橋

### 通過する自治体
- 大阪府
  - 大阪市（東淀川区） - 吹田市

### 交差する道路
| 交差する道路             | 交差する場所 |                         |
| ------------------------ | ------------ | ----------------------- |
| 国道479号 / 大阪内環状線 | 内本町1丁目  | 吹田内本町交差点 / 終点 |
| 府道14号 大阪高槻京都線  | 内本町2丁目  |                         |

### 沿線
- 阪急京都本線 相川駅
- 高濱神社
- のぞみ信用組合 相川支店
- 吹田市立内本町コミュニティセンター
- 吹田市立吹田第一小学校
- アサヒビール 吹田工場
- 阪急千里線 吹田駅
- 吹田市役所